# نولان دقيق الأوراق
نولان دقيق الأوراق (الاسم العلمي:Nolana leptophylla) هو نوع نباتي يتبع جنس النولان من فصيلة الباذنجانية.